# Marija Lukačič
Marija Lukačič, slovenska inženirka montanistike in političarka, * 10. avgust 1949, Ljutomer.
Med 3. decembrom 2004 in 29. januarjem 2007 je bila ministrica za kmetijstvo, gozdarstvo in prehrano.